# Evanochrysa levasseuri
Evanochrysa levasseuri är en insektsart som först beskrevs av Navás 1921.  Evanochrysa levasseuri ingår i släktet Evanochrysa och familjen guldögonsländor. Inga underarter finns listade i Catalogue of Life.